# Eleições presidenciais dos Estados Unidos na Flórida
A seguir está uma tabela das eleições presidenciais dos Estados Unidos na Flórida, ordenadas por ano. Desde a sua admissão à condição de estado em 1845, a Flórida participou de todas as eleições presidenciais dos EUA, exceto a eleição de 1864, durante a Guerra Civil Americana, quando o estado se separou para se juntar à Confederação. A Flórida só apoiou o candidato perdedor três vezes desde 1928.
Os vencedores do estado estão em negrito. O sombreado refere-se ao estado vencedor.

## Eleições de 1864 até o presente
| Ano  | Vencedor (nacional)   | Votos                          | Porcentagem | Segundo (nacional)     | Votos                          | Porcentagem | Outros candidatos nacionais            | Votos     | Porcentagem | Votos Eleitorais | Notas                              |
| ---- | --------------------- | ------------------------------ | ----------- | ---------------------- | ------------------------------ | ----------- | -------------------------------------- | --------- | ----------- | ---------------- | ---------------------------------- |
| 2020 | Joe Biden             | 5,297,045                      | 47.86       | Donald Trump           | 5,668,731                      | 51.22       | —                                      |           |             | 29               |                                    |
| 2016 | Donald Trump          | 4,617,886                      | 48.60       | Hillary Clinton        | 4,504,975                      | 47.41       |                                        |           |             | 29               |                                    |
| 2012 | Barack Obama          | 4,237,756                      | 50.01       | Mitt Romney            | 4,163,447                      | 49.13       | —                                      |           |             | 29               |                                    |
| 2008 | Barack Obama          | 4,282,074                      | 51.03       | John McCain            | 4,045,624                      | 48.22       | —                                      |           |             | 27               |                                    |
| 2004 | George W. Bush        | 3,964,522                      | 52.10       | John Kerry             | 3,583,544                      | 47.09       | —                                      |           |             | 27               |                                    |
| 2000 | George W. Bush        | 2,912,790                      | 48.85       | Al Gore                | 2,912,253                      | 48.84       | —                                      |           |             | 25               |                                    |
| 1996 | Bill Clinton          | 2,546,870                      | 48.02       | Bob Dole               | 2,244,536                      | 42.32       | Ross Perot                             | 483,870   | 9.12        | 25               |                                    |
| 1992 | Bill Clinton          | 2,072,698                      | 39.00       | George H. W. Bush      | 2,173,310                      | 40.89       | Ross Perot                             | 1,053,067 | 19.82       | 25               |                                    |
| 1988 | George H. W. Bush     | 2,618,885                      | 60.87       | Michael Dukakis        | 1,656,701                      | 38.51       | —                                      |           |             | 21               |                                    |
| 1984 | Ronald Reagan         | 2,730,350                      | 65.32       | Walter Mondale         | 1,448,816                      | 34.66       | —                                      |           |             | 21               |                                    |
| 1980 | Ronald Reagan         | 2,046,951                      | 55.52       | Jimmy Carter           | 1,419,475                      | 38.50       | John B. Anderson                       | 189,692   | 5.14        | 17               |                                    |
| 1976 | Jimmy Carter          | 1,636,000                      | 51.93       | Gerald Ford            | 1,469,531                      | 46.64       | —                                      |           |             | 17               |                                    |
| 1972 | Richard Nixon         | 1,857,759                      | 71.91       | George McGovern        | 718,117                        | 27.80       | —                                      |           |             | 17               |                                    |
| 1968 | Richard Nixon         | 886,804                        | 40.53       | Hubert Humphrey        | 676,794                        | 30.93       | George Wallace                         | 624,207   | 28.53       | 14               |                                    |
| 1964 | Lyndon B. Johnson     | 948,540                        | 51.15       | Barry Goldwater        | 905,941                        | 48.85       | —                                      |           |             | 14               |                                    |
| 1960 | John F. Kennedy       | 748,700                        | 48.49       | Richard Nixon          | 795,476                        | 51.51       | —                                      |           |             | 10               |                                    |
| 1956 | Dwight D. Eisenhower  | 643,849                        | 57.27       | Adlai Stevenson II     | 480,371                        | 42.73       | T. Coleman Andrews/ Unpledged Electors | —         | —           | 10               |                                    |
| 1952 | Dwight D. Eisenhower  | 544,036                        | 54.99       | Adlai Stevenson II     | 444,950                        | 44.97       | —                                      |           |             | 10               |                                    |
| 1948 | Harry S. Truman       | 281,988                        | 48.82       | Thomas E. Dewey        | 194,280                        | 33.63       | Strom Thurmond                         | 89,755    | 15.54       | 8                |                                    |
| 1944 | Franklin D. Roosevelt | 339,377                        | 70.32       | Thomas E. Dewey        | 143,215                        | 29.68       | —                                      |           |             | 8                |                                    |
| 1940 | Franklin D. Roosevelt | 359,334                        | 74.01       | Wendell Willkie        | 126,158                        | 25.99       | —                                      |           |             | 7                |                                    |
| 1936 | Franklin D. Roosevelt | 249,117                        | 76.10       | Alf Landon             | 78,248                         | 23.90       | —                                      |           |             | 7                |                                    |
| 1932 | Franklin D. Roosevelt | 206,307                        | 74.68       | Herbert Hoover         | 69,170                         | 25.04       | —                                      |           |             | 7                |                                    |
| 1928 | Herbert Hoover        | 144,168                        | 56.83       | Al Smith               | 101,764                        | 40.12       | —                                      |           |             | 6                |                                    |
| 1924 | Calvin Coolidge       | 30,633                         | 28.06       | John W. Davis          | 62,083                         | 56.88       | Robert M. La Follette                  | 8,625     | 7.90        | 6                |                                    |
| 1920 | Warren G. Harding     | 44,853                         | 30.79       | James M. Cox           | 90,515                         | 62.13       | Parley P. Christensen                  | —         | —           | 6                |                                    |
| 1916 | Woodrow Wilson        | 55,984                         | 69.34       | Charles E. Hughes      | 14,611                         | 18.10       | —                                      |           |             | 6                |                                    |
| 1912 | Woodrow Wilson        | 35,343                         | 69.52       | Theodore Roosevelt     | 4,555                          | 8.96        | William H. Taft                        | 4,279     | 8.42        | 6                |                                    |
| 1908 | William H. Taft       | 10,654                         | 21.58       | William Jennings Bryan | 31,104                         | 63.01       | —                                      |           |             | 5                |                                    |
| 1904 | Theodore Roosevelt    | 8,314                          | 21.48       | Alton B. Parker        | 26,449                         | 68.33       | —                                      |           |             | 5                |                                    |
| 1900 | William McKinley      | 7,355                          | 18.55       | William Jennings Bryan | 28,273                         | 71.31       | —                                      |           |             | 4                |                                    |
| 1896 | William McKinley      | 11,298                         | 24.30       | William Jennings Bryan | 32,756                         | 70.46       | —                                      |           |             | 4                |                                    |
| 1892 | Grover Cleveland      | 30,153                         | 85.01       | Benjamin Harrison      | no ballots                     |             | James B. Weaver                        | 4,843     | 13.65       | 4                |                                    |
| 1888 | Benjamin Harrison     | 26,529                         | 39.89       | Grover Cleveland       | 39,557                         | 59.48       | —                                      |           |             | 4                |                                    |
| 1884 | Grover Cleveland      | 31,769                         | 52.96       | James G. Blaine        | 28,031                         | 46.73       | —                                      |           |             | 4                |                                    |
| 1880 | James A. Garfield     | 23,654                         | 45.83       | Winfield S. Hancock    | 27,964                         | 54.17       | James B. Weaver                        | —         | —           | 4                |                                    |
| 1876 | Rutherford B. Hayes   | 23,849                         | 50.99       | Samuel J. Tilden       | 22,927                         | 49.01       | —                                      |           |             | 4                |                                    |
| 1872 | Ulysses S. Grant      | 17,763                         | 53.52       | Horace Greeley         | 15,427                         | 46.48       | —                                      |           |             | 4                |                                    |
| 1868 | Ulysses S. Grant      | n/a                            | n/a         | Horatio Seymour        | n/a                            | n/a         | —                                      | n/a       | n/a         | 3                | Alocado pelo legislativo estadual. |
| 1864 | Abraham Lincoln       | Nenhum voto devido à secessão. |             | George B. McClellan    | Nenhum voto devido à secessão. | —           | —                                      |           |             |                  |                                    |

## Eleição de 1860
A eleição de 1860 foi uma eleição de realinhamento complexa na qual o colapso do alinhamento bipartidário anterior culminou em quatro partidos, cada um competindo por influência em diferentes partes do país. A eleição de Abraham Lincoln, um fervoroso oponente da escravidão, estimulou a secessão de onze estados e provocou a Guerra Civil Americana .
| Ano  | Vencedor (nacional) | Votos      | Porcentagem | Segundo (nacional) | Votos | Porcentagem | Segundo (nacional)   | Votes | Percent | Segundo (nacional) | Votos | Porcentagem | Votos Eleitorais |
| ---- | ------------------- | ---------- | ----------- | ------------------ | ----- | ----------- | -------------------- | ----- | ------- | ------------------ | ----- | ----------- | ---------------- |
| 1860 | Abraham Lincoln     | no ballots |             | Stephen A. Douglas | 223   | 1.7         | John C. Breckinridge | 8,277 | 62.2    | John Bell          | 4,801 | 36.1        | 3                |

## Eleições anteriores a 1860
| Ano  | Vencedor (nacional) | Votos | Porcentagem | Segundo (nacional) | Votos      | Porcentagem | Outros nacionais candidatos | Votos      | Porcentagem | Votos Eleitorais | Notas |
| ---- | ------------------- | ----- | ----------- | ------------------ | ---------- | ----------- | --------------------------- | ---------- | ----------- | ---------------- | ----- |
| 1856 | James Buchanan      | 6,358 | 56.81       | John C. Frémont    | no ballots |             | Millard Fillmore            | 4,833      | 43.19       | 3                |       |
| 1852 | Franklin Pierce     | 4,318 | 60.03       | Winfield Scott     | 2,875      | 39.97       | John P. Hale                | no ballots |             | 3                |       |
| 1848 | Zachary Taylor      | 4,120 | 57.2        | Lewis Cass         | 3,083      | 42.8        | Martin Van Buren            | no ballots |             | 3                |       |